# Seznam slovenskih konceptualnih, video in instalacijskih umetnikov ter umetnikov performanca
Seznam slovenskih konceptualnih, video in instalacijskih umetnikov in umetnikov performancea.

## A
Zemira Alajbegović - Igor Andjelić - Aphra Tesla - Miha Artnak - Nika Autor

## B
Aleksandra Bajde - Boris Benčič - Lavoslava Benčič -
Narvika Bovcon

## C
Franc Cegnar - Aljaž Celarc - Lada Cerar? - Jasmina Cibic

## Č
Boštjan Čadež - "FŠK"

## D
Nuša Ana Dragan - Srečo Dragan -

## E
Eclipse - Nika Erjavec

## G
Iztok Geister -Plamen - Ana Grobler

## H
Đejmi Hadrović - Jurij Hartman - Aleš Hieng - Zergon - Ida Hiršenfelder - Jasna Hribernik

## J
Janez Janša (koletktivni psevdonim) - Lea Jazbec - Maša Jazbec

## K
Rada Kikelj Drašler? - Bara Kolenc - Tina Kolenik - Mala Kline - Milena Kosec - Neven Korda - Ema Kugler

## L
Boštjan Leskovšek (*1965)

## M
Simon Macuh - Matej Marinček - Meta Mežan?

## O
Katja Oblak - Nika Oblak

## P
Eva Pavlič Seifert - Boštjan Perovšek - Marko Pogačnik - Borut Popenko - Mark Požlep - Nataša Prosenc Stearns - Franci Purg

## R
Gregor Radonjič - Jan Rozman - Jelena Rusjan

## S
Zvonka T. Simčič - Mladen Stropnik

## Š
Robertina Šebjanič - Anja Anamarija Šmajdek - Aina Šmid - Mateja Šušteršič Dimic

## T
Ive Tabar - Irena Tomažin - Ilija Tomanić Trivundža

## V
Jana Vizjak - Matej Andraž Vogrinčič - Aleš Vaupotič

## Z
Danijela Zajc - Brane Zorman - Neja Zorzut? - Metka Zupančič (1977)

## Ž
Mina Žabnikar-"Mina Fina" (1978) - Ulla Žibert